# مغربة قرحش (كشر)

تعديل مصدري - تعديل

مغربة قرحش هي إحدى قرى عزلة خميس اليزيدي بمديرية كشر التابعة لمحافظة حجة، بلغ تعداد سكانها 144 نسمة حسب تعداد اليمن لعام 2004.